# 藤野繁雄
藤野 繁雄（ふじの しげお、1885年（明治18年）4月7日 - 1974年（昭和49年）3月17日）は、大正から昭和期の農業指導者、政治家。参議院議員（3期）。

## 経歴
長崎県南高来郡神代村（国見町を経て現雲仙市）で藤野小三の二男として生まれる。1907年（明治40年）東京高等農学校（現東京農業大学）を卒業した。
長崎県農林主事、同県産業組合連合会長、同県生活物資配給統制組合連合会長、同県農業会長、同県指導農業協同組合連合会長、全国農業会監事、家の光協会理事、全国指導農業協同組合連合会理事・監事、全国土地改良協会理事・監事、全国農業協同組合監事協議会長などを務めた。
1947年（昭和22年）4月の第1回参議院議員通常選挙で長崎県地方区から無所属で出馬して当選。1953年（昭和28年）4月の第3回通常選挙で自由党公認で出馬して再選。1959年（昭和34年）6月の第5回通常選挙では自由民主党公認で出馬して再選され、参議院議員に連続3期在任した。この間、第3次吉田内閣・地方自治政務次官、同第3次改造内閣・ 自治政務次官、参議院農林水産委員長などを務めた。
その他長崎県農業協同組合中央会顧問、同県農林統計協会長などを務め、1965年（昭和40年）春の叙勲で勲二等旭日重光章受章（勲六等からの昇叙）。
1966年（昭和41年）には長崎県知事選に出馬したが得票率15％にも満たない惨敗に終わった。
1974年3月17日、心不全のため長崎市の自宅にて死去。88歳。死没日をもって正六位から正四位に叙され、銀杯一組を賜った。